# John Walker (Erfinder)

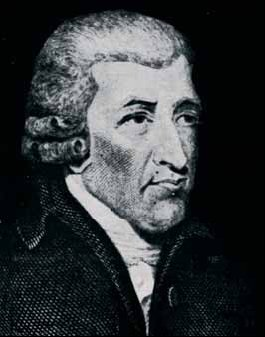
John Walker

John Walker (* 29. Mai 1781 in Stockton-on-Tees, England; † 1. Mai 1859 ebenda) war ein englischer Apotheker. Er erfand 1826 das erste moderne Streichholz.
Walker entdeckte zufälligerweise, dass sich eine Mischung aus Antimon(III)-sulfid und Kaliumchlorat durch Reibung an einer rauen Oberfläche entzündet. Er entwickelte die Streichhölzer weiter zur Verkaufsreife und veräußerte sie in Zinndosen zu hundert Stück. Einem Eintrag in einem seiner Handelsbücher ist zu entnehmen, dass er am 7. April 1827 die erste Dose mit Streichhölzern an einen Mr. John Hixon verkaufte.
Da er seine Erfindung nicht patentierte, verdrängten ihn zahlreiche Nachahmer vom Markt, wovon Samuel Jones aus London mit seinen Lucifers am bekanntesten ist.
John Walker hatte lokal einen guten Ruf als Botaniker, er entwickelte ein Interesse für Mineralogie und verbrachte viel Zeit mit chemischen Experimenten. Walker heiratete nie und lebte mit seiner Nichte zusammen. Er war bekannt für seinen Kleidungsstil; er trug meistens einen großen Biberhut, eine weiße Krawatte, graue Strümpfe, graubraune Kniehosen und einen braunen Schoßrock. Er starb 1859 in Stockton-on-Tees und wurde im nahe gelegenen Norton-on-Tees begraben.